# 六堡站
六堡站是杭州地铁9号线的一个站点，位于中华人民共和国浙江省杭州市上城区彭埠街道钱江路三官塘路口，因周边建设原因未随9号线一期南段于2022年4月1日启用，后于2022年12月14日启用。

## 结构
六堡站为地下二层岛式站台，主体结构建筑面积为12067平方米，站台宽12.6米。

### 楼层分布
| 地面 |                    | 出入口                         |  |  |
| -1层 | 站厅               | 自动售票机、客服中心、安检通道 |  |  |
| -2层 |                    | █ 9号线 往观音塘（五堡）       |  |  |
|      | 岛式站台，左侧开门 |                                |  |  |
|      |                    | █ 9号线 往龙安（红普南路）     |  |  |

## 设计
六堡站为特色站，由J&A杰恩设计。属于“连堡丰城”第三站，定位为智服平台，并作为整个区块的社区服务中心，同时也是未来体验智慧生活中心。现代城市的发展得益于互联网、云计算等科技的进步，因此在设计中，提取二进制数据中0和1两个数码，应用到空间中，通过计算机语言元素的汇编组合，来体现数字化城市的未来。   
- 站厅天花板
- 站厅
- 站台
- 大字壁

## 出入口
| 编号                        | 出口标识   | 建议前往的目的地           |
| --------------------------- | ---------- | -------------------------- |
| 出EXIT A                    | 钱江路北侧 | 三官塘路、凤起东路         |
| 出EXIT B                    | 钱江路北侧 | 六堡路、凤起东路           |
| 出EXIT B                    | 钱江路南侧 | 三官塘路、之江东路、杭海路 |
| 註： 设有卫生间 \| 设有电梯 |            |                            |